# Tibitanus
Tibitanus is een geslacht van spinnen uit de  familie van de Philodromidae (renspinnen).

## Soorten
- Tibitanus nomas Simon, 1910
- Tibitanus sexlineatus Simon, 1907